# Doba ledová (album)
Doba ledová je první album české hudební skupiny Precedens vydané roku 1987. Album bylo nahráno v únoru a březnu 1987 ve studiu Smetanova divadla v Praze.

## Pozadí vzniku desky
Ještě před vydáním alba existovala stejnojmenná magnetofonová kazeta, která byla samizdatově šířena Mikolášem Chadimou. Tato kazeta však měla s albem společnou pouze titulní skladbu, jinak obsahovala skladby z přelomového období po odchodu Jana Sahary Hedla, v němž se Martin Němec rozhodl dát větší prostor dosavadní sboristce Báře Basikové a naplnit její nesporný potenciál.
Martin Němec na kazetě jako s textařem spolupracoval s Lumírem Tučkem z dadaistického sdružení R.S.Vpřed, kazeta ale obsahovala také Němcem zhudebněnou báseň Heinricha Heineho „Už se za zlým jejím stínem“, která později vyšla jako oficiální singl.
V této době dostala skupina nabídku na vydání desky od vydavatelství Supraphon, která však byla podmíněna tím, že nesmí být použity současné texty a skladby budou otextovány nějakým „režimně nezávadným“ textařem; z toho důvodu byla nabídka skupinou odmítnuta.
O tomto dvouletém období „autorského hledání“ Němec mimo jiné řekl: „Nakonec to dopadlo tak, že mi přišlo smysluplné, aby texty byly úzce spjaté s hudbou, tedy z jedné matérie. Zvážněl jsem a prostřednictvím písničky Doba ledová získal i textařské sebevědomí.“ a začal psát repertoár jak po stránce hudební, tak textové.
Dalším klíčovým faktorem vedoucím k vydání desky bylo to, že Michal Pavlíček byl nakladatelstvím Panton osloven, aby vyprodukoval sólové album Báry Basikové, ale odmítl s tím, že Basiková má „vlastní velmi originální kapelu„. Slovy Martina Němce „“za vydání Doby ledové vděčíme jemu“.

## Seznam skladeb
| Pořadí         | Název                   | Délka |
| -------------- | ----------------------- | ----- |
| 1.             | Odplouváš dál           | 4:54  |
| 2.             | Kladnej hrdina          | 2:59  |
| 3.             | Černá bohyně            | 4:09  |
| 4.             | Nemám se čemu smát      | 3:55  |
| 5.             | Doba ledová             | 3:33  |
| 6.             | Dívčí válka             | 3:05  |
| 7.             | Den, kterej nic nezmění | 4:30  |
| 8.             | Mrazivá noc             | 3:39  |
| 9.             | Na hlavu postavená      | 8:25  |
| Celková délka: | Celková délka:          | 39:09 |

## Obsazení
- Bára Basiková – zpěv
- Martin Němec – Roland JX-3P, Roland Alpha Juno II, Yamaha CS 01, Yamaha DX 27, zpěv (2, 5, 6), vedoucí skupiny
- Ladislav Brom – kytary, Rockman Tom Scholz X100
- Petr Kohut – basová kytara
- Luboš Lívanec – Yamaha DX7, Yamaha DX27
- Mirko "Ali" Horáček – bicí, drumulator SP12, syndrum
- Jana Němcová j.h. – křik (track 3)

- Hudba a texty: Martin Němec
- Aranžmá: Precedens

## Technická spolupráce
- Programování: Petr Ackermann, Jiří Chlumecký
- Zvuková režie: Josef Celerin, Ondřej Nosek
- Hudební režie: Jan Svatoš
- Odpovědný redaktor: Stanislav Titzl
- Technická redaktorka: Marie Šemberová
- Spolupráce na realizaci: Vojtěch Lindaur
- Cover: Martin Němec & Vladimír Novák
- Photos: Vladimír Holomek
- Sleeve note: Jiří Černý

## Reedice
Dne 1. září 2023 vydalo nakladatelství Supraphon album v reedici na LP, CD a v digitální podobě s rekonstruovaným obalem.. Album bylo při té příležitosti remasterováno Oldřichem Slezákem.